# راي مايرز
راي مايرز (بالإنجليزية: Ray Myers)‏ هو مخرج وممثل أمريكي، ولد في 21 يونيو 1889 في الولايات المتحدة، وتوفي في 4 نوفمبر 1956 بلوس أنجلوس في الولايات المتحدة.

## وصلات خارجية
- راي مايرز على موقع IMDb (الإنجليزية)
- راي مايرز على موقع قاعدة بيانات الأفلام السويدية (السويدية)
- راي مايرز على موقع قاعدة بيانات الفيلم (الإنجليزية)
- راي مايرز على موقع كينوبويسك (الروسية)